# Fußball-Weltmeisterschaft der Frauen 2011/Vereinigte Staaten
Dieser Artikel behandelt die US-amerikanische Nationalmannschaft der Frauen bei der Fußball-Weltmeisterschaft der Frauen 2011 in Deutschland. Die USA lagen vor der WM auf Platz 1 der FIFA-Weltrangliste und nahmen an allen vorherigen Weltmeisterschaften teil, bei denen sie als einzige Mannschaft immer mindestens das Halbfinale erreicht hatten. Die USA sind die einzige Mannschaft, die gegen Deutschland eine positive Bilanz hat und ist zusammen mit Deutschland Rekordweltmeister. Vor der WM gewannen die USA 2008 die Goldmedaille bei den Olympischen Spielen in Peking.

## Qualifikation
Die USA qualifizierten sich als letzte Mannschaft für die Endrunde. Nachdem beim CONCACAF Women’s Gold Cup 2010, der als Qualifikation für die WM diente im Halbfinale gegen Mexiko verloren und nur der dritte Platz belegt wurde, mussten die USA gegen Italien, den Fünften der Europa-Qualifikation antreten. Am 20. und 27. November 2010 siegten die USA jeweils mit 1:0 und lösten damit das letzte Ticket für die WM. Erfolgreichste Torschützin für die USA war Abby Wambach mit 8 Toren, was gleichzeitig die Bestmarke der CONCACAF-Qualifikation war.

### Der Weg zur WM
Die Meisterschaft fand im Oktober und November 2010 in Mexiko statt. Die USA waren als eine der drei stärksten Nationalmannschaften für die Endrunde gesetzt und somit automatisch qualifiziert. Die Vorrunde wurde im Ligasystem ausgetragen.

#### Vorrunde
| Rang | Land               | Tore | Punkte |
| ---- | ------------------ | ---- | ------ |
| 1    | Vereinigte Staaten | 18:0 | 9      |
| 2    | Costa Rica         | 4:4  | 6      |
| 3    | Haiti              | 1:8  | 3      |
| 4    | Guatemala          | 0:11 | 0      |

| 28. Oktober 2010   |   |            |           |
| Vereinigte Staaten | - | Haiti      | 5:0 (4:0) |
| 30. Oktober 2010   |   |            |           |
| Vereinigte Staaten | – | Guatemala  | 9:0 (6:0) |
| 1. November 2010   |   |            |           |
| Vereinigte Staaten | – | Costa Rica | 4:0 (1:0) |

#### Halbfinale
| 5. November 2010   |   |        |           |
| Vereinigte Staaten | – | Mexiko | 1:2 (1:2) |

#### Spiel um Platz 3
| 8. November 2010 |   |                    |           |
| Costa Rica       | – | Vereinigte Staaten | 0:3 (0:2) |

#### Relegation gegen den Fünften der UEFA-Qualifikation
| 20. November 2010 | Padua      | Italien            | – | Vereinigte Staaten |  | 0:1 (0:0) |
| 27. November 2010 | Bridgeview | Vereinigte Staaten | – | Italien            |  | 1:0 (1:0) |

## WM-Kader
Die folgenden Spielerinnen wurden am 5. Mai 2011 von Trainerin Pia Sundhage für die Weltmeisterschaft nominiert. Mit bis dahin 234 Länderspielen war die Kapitänin Christie Rampone die Spielerin mit den meisten Länderspielen, die für die WM nominiert wurde. Alle Spielerinnen spielten in der US-Profiliga. Zunächst wurde auch Lindsay Tarpley nominiert, die aber am 14. Mai im Testspiel gegen Japan einen Kreuzbandriss erlitt und damit für die WM ausfiel. Am 2. Juni wurde Kelley O’Hara für sie nachnominiert. Die Spielerinnen hatten eine Durchschnittsgröße von 1,69 m, wobei Amy Rodriguez mit 1,63 m die kleinste und Abby Wambach mit 1,81 m die größte Spielerin war.
| Nr.                                    | Spielerin         | Geburtsdatum | Verein                          | Länderspiele | Länderspieltore | WM-Spiele                   | WM 2011 | WM 2011 | WM 2011      | WM 2011          | WM 2011     | WM 2011 |
|                                        |                   |              |                                 |              |                 |                             | Sp.     | Tore    | Gelbe Karten | Gelb-Rote Karten | Rote Karten |         |
| -------------------------------------- | ----------------- | ------------ | ------------------------------- | ------------ | --------------- | --------------------------- | ------- | ------- | ------------ | ---------------- | ----------- | ------- |
| 1                                      | Hope Solo         | 30.07.1981   | magicJack                       | 101          | 0               | 04 (2007)                   | 6       | 0       | 1            | 0                | 0           |         |
| 18                                     | Nicole Barnhart   | 10.10.1981   | Philadelphia Independence       | 039          | 0               | 00 (2007)                   | 0       | 0       | 0            | 0                | 0           |         |
| 21                                     | Jillian Loyden    | 25.05.1985   | magicJack                       | 01           | 0               |                             | 0       | 0       | 0            | 0                | 0           |         |
| Abwehr                                 |                   |              |                                 |              |                 |                             |         |         |              |                  |             |         |
| 2                                      | Heather Mitts     | 09.06.1978   | Atlanta Beat                    | 116          | 02              |                             | 0       | 0       | 0            | 0                | 0           |         |
| 3                                      | Christie Rampone  | 24.06.1975   | magicJack                       | 241          | 04              | 11 (1999, 2003, 2007)       | 6       | 0       | 0            | 0                | 0           |         |
| 4                                      | Becky Sauerbrunn  | 06.06.1985   | magicJack                       | 012          | 0               |                             | 1       | 0       | 0            | 0                | 0           |         |
| 6                                      | Amy LePeilbet     | 12.03.1982   | Boston Breakers                 | 054          | 0               |                             | 6       | 0       | 1            | 0                | 0           |         |
| 11                                     | Alexandra Krieger | 28.07.1984   | vereinslos                      | 024          | 0               |                             | 6       | 0       | 0            | 0                | 0           |         |
| 14                                     | Stephanie Cox     | 03.03.1986   | Boston Breakers                 | 076          | 0               | 06 (2007)                   | 2       | 0       | 0            | 0                | 0           |         |
| 19                                     | Rachel Buehler    | 26.08.1985   | Boston Breakers                 | 064          | 02              |                             | 5       | 1       | 0            | 0                | 1           |         |
| Mittelfeld                             |                   |              |                                 |              |                 |                             |         |         |              |                  |             |         |
| 5                                      | Kelley O’Hara     | 04.08.1988   | Boston Breakers                 | 06           | 0               |                             | 1       | 0       | 0            | 0                | 0           |         |
| 7                                      | Shannon Boxx      | 29.06.1977   | magicJack                       | 151          | 022             | 10 (2003, 2007)             | 5       | 0       | 1            | 0                | 0           |         |
| 9                                      | Heather O’Reilly  | 02.01.1985   | Sky Blue FC                     | 149          | 030             | 06 (2007)                   | 5       | 1       | 0            | 0                | 0           |         |
| 10                                     | Carli Lloyd       | 16.07.1982   | Atlanta Beat                    | 117          | 028             | 05 (2007)                   | 6       | 1       | 1            | 0                | 0           |         |
| 15                                     | Megan Rapinoe     | 05.07.1985   | Philadelphia Independence       | 037          | 011             |                             | 6       | 1       | 1            | 0                | 0           |         |
| 16                                     | Lori Lindsey      | 19.03.1980   | Philadelphia Independence       | 023          | 0               |                             | 1       | 0       | 0            | 0                | 0           |         |
| 17                                     | Tobin Heath       | 29.05.1988   | Sky Blue FC                     | 031          | 02              |                             | 4       | 0       | 0            | 0                | 0           |         |
| Angriff                                |                   |              |                                 |              |                 |                             |         |         |              |                  |             |         |
| 8                                      | Amy Rodriguez     | 17.02.1987   | Philadelphia Independence       | 070          | 017             |                             | 5       | 0       | 0            | 0                | 0           |         |
| 12                                     | Lauren Cheney     | 30.09.1987   | Boston Breakers                 | 048          | 016             |                             | 6       | 2       | 0            | 0                | 0           |         |
| 13                                     | Alex Morgan       | 02.07.1989   | Western New York Flash          | 024          | 09              |                             | 5       | 2       | 0            | 0                | 0           |         |
| 20                                     | Abby Wambach      | 02.06.1980   | magicJack                       | 163          | 122             | 12 (2003, 2007)             | 6       | 4       | 0            | 0                | 0           |         |
| Trainerstab                            |                   |              |                                 |              |                 |                             |         |         |              |                  |             |         |
| Head Coach                             | Pia Sundhage      | 13.02.1960   | United States Soccer Federation | 146 079      | 71              | 10 (1991, 1995)             | 6       | 0       | 0            | 0                | 0           |         |
| Co-Trainerin                           | Hege Riise        | 18.07.1969   |                                 | 188          | 58              | 22 (1991, 1995, 1999, 2003) | 6       | 0       | 0            | 0                | 0           |         |
| Anmerkungen:1. 2. 3. 4. 5. 6. 7. 8. 9. |                   |              |                                 |              |                 |                             |         |         |              |                  |             |         |

## Vorbereitung
In der Vorbereitung auf das Turnier bestritt die Mannschaft drei Freundschaftsspiele.
| Datum         | Ort                  | Gegner   | Ergebnis  | Torschützen                                                          | Besonderheiten |
| ------------- | -------------------- | -------- | --------- | -------------------------------------------------------------------- | --- |
| 14. Mai 2011  | Columbus             | Japan    | 2:0 (0:0) | Abby Wambach, Amy Rodriguez                                          | |
| 18. Mai 2011  | Cary                 | Japan    | 2:0 (1:0) | Amy Rodriguez, Heather O’Reilly                                      | |
| 5. Juni 2011  | Harrison             | Mexiko   | 1:0 (0:0) | Lauren Cheney                                                        | |
| 20. Juni 2011 | Leogang (Österreich) | Norwegen | 1:3 (0:0) | Carli Lloyd; Emilie Bosshard Haavi, Lene Mykjåland, Cecilie Pedersen | Das Spiel fand unter Ausschluss der Öffentlichkeit statt, die US-Frauen traten in Trainingskleidung an. Gemäß Meldung des Norwegischen Verbandes war es ein inoffizielles Spiel . |

## Gruppenspiele
In Gruppe C trafen die USA im ersten Spiel auf Nordkorea, den Zweiten der Asienmeisterschaft 2010. Es war das vierte Spiel zwischen beiden Mannschaften und alle fanden in einer WM-Vorrunde statt. Die US-Girls dominierten das Spiel von Beginn an, hatten aber Probleme beim Abschluss und in der zweiten Hälfte der ersten Halbzeit bei Kontern der Nordkoreanerinnen über die linke Abwehrseite. Dort hatte insbesondere Amy LePeilbet Probleme und wurde einige Male ausgespielt. Nach einer Umstellung zur zweiten Halbzeit wurden die US-Girls noch dominanter und Lauren Cheney erzielte in der 54. Minute nach Flanke von Abby Wambach die 1:0-Führung. Im Gegenzug hatten sie aber Glück als Nordkorea in der 56. Minute nur die Latte traf. Ab der 60. Minute hatten die Amerikanerinnen das Spiel dann aber vollständig im Griff und Nordkorea kam kaum noch in die Hälfte der Amerikanerinnen. Rachel Buehler gelang folgerichtig in der 76. Minute mit ihrem erst zweiten Länderspieltor das 2:0. An diesem Ergebnis änderte sich auch nichts mehr als Nordkorea in den letzten fünf Minuten auf den Anschlusstreffer drängte und noch einige Chancen herausspielte. Ein drittes Tor der US-Girls wurde von der deutschen Schiedsrichterin Bibiana Steinhaus nicht anerkannt, da Megan Rapinoe der nordkoreanischen Torhüterin den Ball aus den Händen gespitzelt hatte. Es war der dritte US-Sieg gegen Nordkorea, zuvor konnten die USA zwei Spiele jeweils mit 3:0 gewinnen, eins – bei der WM 2007 – endete 2:2.
Im zweiten Spiel trafen die USA erstmals in einem Länderspiel auf den Zweiten der Südamerikameisterschaft 2010 und WM-Neuling Kolumbien. Die US-Girls ließen dem WM-Neuling nur eine einzige Torchance kurz vor dem Halbzeitpfiff, bei der aber der Ball zu spät abgespielt wurde, so dass Katerin Castro beim Abspiel schon im Abseits war und das Tor nicht anerkannt wurde. Zu dem Zeitpunkt stand es „nur“ 1:0 für die USA durch ein Tor von Heather O’Reilly, die nach einem Stockfehler den Ball eroberte und in der 13. Minute in den Torwinkel schoss. Viele weitere Chancen ließen die US-Amerikanerinnen aber ungenutzt, erst in der zweiten Halbzeit gelangen Megan Rapinoe in der 50. und Carli Lloyd durch einen Fernschuss, bei dem die kolumbianische Torhüterin Sandra Sepúlveda nicht gut aussah, in der 57. Minute die Tore zum 3:0-Sieg der USA. Ansonsten hatte die Torhüterin – neben Torpfosten und -latte – aber maßgeblichen Anteil daran, dass der Sieg der USA nicht höher ausfiel. Unglücklich agierte Abby Wambach, die einerseits mehrere Torchancen vergab und anderseits kurz vor Schluss aufgrund eines harten Einsteigens gegen die Torhüterin die Gelbe Karte erhielt. Da aber auch Schweden das Spiel gegen Nordkorea gewann, standen Schweden und die USA vor dem abschließenden Spiel bereits im Viertelfinale. Den USA reichte ein Remis um Gruppensieger zu werden, da sie die bessere Tordifferenz besaßen.
Es war das 30. Aufeinandertreffen beider Mannschaften, 18-mal hatten die USA gewonnen, sieben Spiele endeten remis, wovon Schweden eins im Elfmeterschießen gewann, vier Spiele konnten die Schwedinnen gewinnen. Bei Weltmeisterschaften hatten die USA zuvor dreimal gegen Schweden gewonnen. Zuletzt waren beide im Januar beim Vier-Nationen-Turnier aufeinandergetroffen, wo Schweden mit 2:1 gewann. Da die Spiele in Gruppe D bereits eine Stunde vorher zu Ende gegangen waren, stand fest, dass der Verlierer im Viertelfinale auf Vizeweltmeister Brasilien treffen würde und der Sieger gegen die Australierinnen spielen würde, die überraschend Ex-Weltmeister Norwegen ausgeschaltet hatten. Beide Mannschaften spielten von Beginn an auf Sieg, wobei die US-Girls die ersten Chancen hatten. Als aber die schwedische Stürmerin Lotta Schelin in der 14. Minute in den US-Strafraum eindrang, wurde sie von Amy LePeilbet gelegt, die schon in den vorherigen Spielen Schwächen gezeigt hatte. Den Strafstoß verwandelte Lisa Dahlkvist zum 1:0. In der Folgezeit hatten beide Mannschaften viele Tormöglichkeiten, eine nutzte die schwedische Ersatzspielführerin Nilla Fischer – sie ersetzte die gelbgesperrte etatmäßige Kapitänin Caroline Seger – in der 35. Minute, als sie einen Freistoß aus 25 m direkt aufs Tor schoss und der Ball unhaltbar für Hope Solo ins Tor abgefälscht wurde. Nach dem Wechsel drängten die USA verstärkt auf den Anschluss, waren aber zumeist zu unpräzise oder verfingen sich immer wieder in der schwedischen Abwehr. Erst in der 67. Minute gelang Abby Wambach mit ihrem 119. Länderspieltor der Anschlusstreffer, als sie eine scharf in den Strafraum geschlagene Ecke mit Kopf und Schulter ins Tor wuchtete. Die US-Girls drängten nun noch stärker auf den Ausgleich und da die Kräfte der Skandinavierinnen nachließen ergaben sich weitere Torchancen. In der 73. Minute wurde Kelley O’Hara eingewechselt, die als letzte Spielerin für den Kader nominiert worden war. Sie konnte dem Spiel aber keine Wende geben, denn mit Glück und Geschick überstanden die Schwedinnen auch diese letzte Angriffs-Phase. Gegen Ende hatten sogar die Schwedinnen die besseren Tormöglichkeiten bei Kontern und die US-Girls hatten Glück, dass ein Tor von Schelin nicht anerkannt wurde, da die Schiedsrichterassistentin sie im Abseits sah. Es blieb daher beim 1:2 und der ersten Niederlage gegen Schweden bei einer WM. Für die USA war es zudem die erste Niederlage im 18. WM-Vorrundenspiel.
| Rang | Land               | Tore | Punkte |
| ---- | ------------------ | ---- | ------ |
| 1    | Schweden           | 4:1  | 9      |
| 2    | Vereinigte Staaten | 6:2  | 6      |
| 3    | Nordkorea          | 0:3  | 1      |
| 4    | Kolumbien          | 0:4  | 1      |

| Dienstag, 28. Juni 2011, 18:15 Uhr in Dresden  |   |                    |           |
| Vereinigte Staaten                             | – | Nordkorea          | 2:0 (0:0) |
| Samstag, 2. Juli 2011, 18:00 Uhr in Sinsheim   |   |                    |           |
| Vereinigte Staaten                             | – | Kolumbien          | 3:0 (1:0) |
| Mittwoch, 6. Juli 2011, 20:45 Uhr in Wolfsburg |   |                    |           |
| Schweden                                       | – | Vereinigte Staaten | 2:1 (2:0) |

## K.-o.-Runde
| Viertelfinale: Sonntag, 10. Juli 2011, 17:30 Uhr in Dresden       |   |                    |                                 |
| Brasilien                                                         | – | Vereinigte Staaten | 2:2 n. V. (1:1, 0:1), 3:5 i. E. |
| Halbfinale: Mittwoch, 13. Juli 2011, 18:00 Uhr in Mönchengladbach |   |                    |                                 |
| Frankreich                                                        | – | Vereinigte Staaten | 1:3 (0:1)                       |
| Finale: Sonntag, 17. Juli 2011, 20:45 Uhr in Frankfurt am Main    |   |                    |                                 |
| Japan                                                             | – | Vereinigte Staaten | 2:2 n. V. (1:1, 0:1), 3:1 i. E. |

Als Gruppenzweiter traf die USA im Viertelfinale am 10. Juli in Dresden auf Brasilien, den Gruppensieger der Gruppe D. Gegen Brasilien gab es zuvor 27 Spiele, 23 gewannen die USA, zwei gewann Brasilien, zwei Spiele endeten remis, wovon die USA eins im Elfmeterschießen gewann. Zuletzt waren beide im Finale der Olympischen Spiele in Peking aufeinandergetroffen und die USA gewannen mit 1:0 nach Verlängerung.
Beide Mannschaften begannen nervös und so lenkte die brasilianische Libera Daiane die erste scharfe Hereingabe in der 2. Minute ins eigene Tor. Schon kurz nach dem erneuten Anstoß zeigte sich auch die Nervosität auf Seiten der US-Amerikanerinnen, aber Hope Solo konnte klären. Danach beruhigte sich das Spiel etwas und hochkarätige Torchancen blieben Mangelware. In der 22. Minute unterlief Solo einen Eckstoß von Marta, aber Aline Pellegrino köpfte ans Außennetz. Das Spiel wurde härter und die Schiedsrichterin aus Australien verteilte Gelbe Karten – insgesamt sieben im Spielverlauf. Die USA retteten den Vorsprung aber in die Halbzeitpause. Nach der Pause gab es zunächst wenige Torgelegenheiten, zu oft wurde der Ball von beiden Mannschaften weit nach vorne geschlagen, wo er keine Abnehmerin fand. Erst in der 63. Minute traf Carli Lloyd nach einem Freistoß per Kopfball die Latte. Drei Minuten später wurde es dramatisch. Rachel Buehler legte Marta im Strafraum und sah dafür als erste Feldspielerin des Turniers die Rote Karte. Den fälligen, von Cristiane getretenen Elfmeter hielt Solo, aber da eine Spielerin des US-Teams zu früh in den Strafraum gelaufen war, wurde der Elfmeter wiederholt und Marta verwandelte sicher. Danach tat sich lange Zeit nichts, da die Südamerikanerinnen ihre Überzahl nicht ausnutzen konnten und es folgte die dritte Verlängerung dieses Viertelfinales. Bereits in der 2. Minute der Verlängerung gelang Marta die Führung für Brasilien, als sie eine von Maurine aus leicht abseitsverdächtiger Position hereingeschlagene Flanke mit dem Rücken zum Tor annahm und an den Innenpfosten schoss, wovon der Ball für Solo unerreichbar ins Netz sprang. Nun mussten die US-Girls einem Rücksprung hinterherlaufen, was sie meist ohne große Präzision taten. Erst in der 122. Minute konnte Abby Wambach eine weite Flanke von Megan Rapinoe ins Tor köpfen. Kurz danach wurde abgepfiffen und es gab das zweite Elfmeterschießen bei dieser WM. Auch dieses begann mit einem wiederholten Elfmeter, denn als Andréia Suntaque den ersten Elfmeter von Shannon Boxx hielt, stand sie zu weit vor der Torlinie. Beim 2. Versuch war Boxx erfolgreicher. Danach verwandelten Christiane, Lloyd, Marta und Wambach sicher, ehe Daiane vergab, der schon in der 2. Minute das Eigentor unterlief. Da danach alle weiteren Schützinnen trafen gewannen die USA das Elfmeterschießen mit 5:3 – die letzte Brasilianerin musste nicht mehr antreten.
Im Halbfinale trafen die USA auf Frankreich. Bis dahin hatte es 13 Spiele zwischen beiden Teams gegeben, 11 gewannen die USA, einmal Frankreich (1990) und einmal trennten sich beide torlos.
Bei den USA spielte erstmals Becky Sauerbrunn für die rot-gesperrte Rachel Buehler, ansonsten wurde das Team nicht verändert. Das Spiel stand unter dem Motto „Effektivität schlägt Kreativität“, denn obwohl die Französinnen ein spielerisches Übergewicht hatten und sich eine Vielzahl von Torchancen erspielten, konnten sich die US-Amerikanerinnen mit 3:1 durchsetzen, da sie ihre wenigen Torchancen konsequenter nutzten. Bereits in der neunten Minute konnte Lauren Cheney eine Hereingabe von Amy Rodriguez ins Tor lenken, nachdem eine Minute zuvor Hope Solo, die ihr 100. Länderspiel machte, einen Schuss von Louisa Nécib über die Latte lenken konnte. Dagegen dauerte es auf französischer Seite bis zur 55. Minute ehe eine Flanke von Sonia Bompastor ins Tor gelang, da Hope Solo darauf spekulierte, dass Gaëtane Thiney zum Kopfball kommen würde. Diese erreichte den Ball aber nicht mehr und so sprang er an den Pfosten und von dort ins Tor. Dagegen war es ein Kopfballtor von Abby Wambach nach einer Ecke, das die USA in der 79. Minute auf die Siegerstraße brachte, denn nur drei Minuten später lief Alex Morgan vier Französinnen davon, als sie halblinks den Ball erhielt und hob ihn im Strafraum über die französische Torhüterin ins Tor. Diese hatte zwar noch die Fingerspitzen am Ball, konnte das 1:3, bei dem es letztlich blieb, aber nicht verhindern.
Damit standen die USA zum dritten Mal im WM-Finale und trafen dort am 17. Juli auf die Japanerinnen, die erstmals das Finale erreicht hatten. Gegen Japan gab es zuvor in 25 Spielen bei 3 Remis 22 Siege, vor der WM zweimal mit 2:0 im Mai 2011. Die USA begannen wieder mit Buehler in der Innenverteidigung, die nach ihrer Sperre wieder spielberechtigt war und Rapinoe im Mittelfeld für Angreiferin Rodriguez. Sie übernahmen sofort die Initiative und setzten Japan unter Druck. In der 8. Minute hatte Lauren Cheney die erste gute Torchance, schoss aber knapp am Tor vorbei. Es folgten weitere Angriffe und in der 29. Minute traf Wambach die Latte. Die erste Möglichkeit für Japan ergab sich erst eine Minute vor der Pause. Zur zweiten Halbzeit wurde Alex Morgan für Cheney eingewechselt und hatte in der 49. Minute die erste gute Tormöglichkeit. In der 64. Minute hatten die USA aber Glück, als die Schiedsrichterassistentin Shinobu Ōno nach einem Pass von Homare Sawa im Abseits sah. Als sich die Japanerinnen mehr um die Spielgestaltung bemühten und ihre Kontertaktik aufgaben, wurden sie selber klassisch ausgekontert. Morgan wurde in der 69. Minute von Rapinoe durch einen Pass aus der eigenen Hälfte bedient, lief drei Japanerinnen davon und erzielte den 1:0-Führungstreffer. Als die USA die Führung über die Zeit bringen wollten, fiel in der 80. Minute der 1:1-Ausgleich. Aya Miyama nutzte eine Verwirrung in der US-Abwehr, als sich Buehler und Krieger anschossen. Eine Minute vor Ende der regulären Spielzeit hatte Mizuho Sakaguchi noch die Chance zum Siegtreffer, schoss aber am Tor vorbei. In der 104. Minute gelang Abby Wambach mit ihrem vierten Turniertreffer die erneute Führung für die USA. In der 115. Minute hatten die USA Glück, als Rapinoe einen Schuss von Kinga noch vor der Linie klärte. Die anschließende Ecke konnte Sawa an der Fünfmeterraumecke zum 2:2 ins Tor verlängern. In der 120. Minute war Morgan erneut allein vor dem Tor, wurde aber von Azusa Iwashimizu zu Fall gebracht, die dafür als erste Spielerin in einem WM-Finale die rote Karte erhielt. Den anschließenden Freistoß von der Strafraumgrenze konnten die US-Girls nicht nutzen, so dass es zum zweiten Elfmeterschießen in einem WM-Finale kam. Hier versagten – außer Wambach – drei US-Schützinnen, während bei den Japanerinnen drei von vier trafen. Damit wurden die USA erstmals Vizeweltmeister und Japan holte den ersten WM-Titel nach Asien.

## Auszeichnungen
Abby Wambach wurde als zweitbeste Spielerin des Turniers mit dem silbernen Ball und Hope Solo als drittbeste Spielerin mit dem bronzenen Ball ausgezeichnet. Sie erhielt zudem den goldenen Handschuh als beste Torhüterin. Wambach erhielt den bronzenen Schuh als drittbeste Torschützin. Neben diesen wurden noch Shannon Boxx und Lauren Cheney in das All-Star-Team gewählt. Die Tore von Wambach gegen Brasilien und Heather O’Reilly gegen Kolumbien wurden für die Wahl zum besten Tor des Turniers nominiert.